# Stupnjevita polimerizacija
Stupnjevita polimerizacija je oblik polimerizacije s obzirom na reakcijski mehanizam i kinetiku. Drugi oblik je lančana polimerizacija. Najčešći oblik stupnjevite polimerizacije je polikondenzacija. Ostali važni oblici su oksidacijska polimerizacija supstituiranih fenola pri čemu nastaju aromatski polieteri i polimerizacija uz prijenos reaktivnoga vodika pri čemu nastaju poliuretani.
Stupnjevita polimerizacija odvija se u nekoliko stupnjeva. Mogu reagirati dvije vrste monomera ili samo jedna vrsta. Kod reakcije dviju vrsta, svaka sadrži po dvije istovrsne funkcijske skupine, poput karboksilne, hidroksilne, esterske, aminske. Reagira li samo jedna vrsta, poput aminokiselina, sadrži po dvije različite funkcijske skupine.

## Vanjske poveznice
- Fakultet kemijskog inženjerstva i tehnologije u Zagrebu Repozitorij. 2. predavanje - Kondenzacijska polimerizacija